# Dendropicos
Dendropicos é um género de aves da família dos pica-paus.  

## Lista de espécies
O género Dendropicos compreende actualmente 12 espécies:
- Pica-pau-saheliano, Dendropicos elachus
- Pica-pau-de-peito-malhado, ou pica-pau-do-peito-pintado, Dendropicos poecilolaemus
- Pica-pau-abissínio, Dendropicos abyssinicus
- Pica-pau-cardeal, Dendropicos fuscescens
- Pica-pau-gabonês, Dendropicos gabonensis
- Pica-pau-lúgubre, ou pica-pau-de-listras-pretas, Dendropicos lugubris
- Pica-pau-de-stierling ou pica-pau-do-miombo-oriental, Dendropicos stierlingi
- Pica-pau-de-elliot, ou pica-pau-do-barrete-preto, Dendropicos elliotii
- Pica-pau-de-peito-cinzento ou pica-pau-cinzento-ocidental, Dendropicos goertae
- Pica-pau-etíope ou pica-pau-cinzento-oriental, Dendropicos spodocephalus
- Pica-pau-de-cabeça-cinzenta, Dendropicos griseocephalus
- Pica-pau-de-dorso-castanho ou pica-pau-de-costas-pardas, Dendropicos obsoletus